# Challenger Banque Nationale de Granby 2009
Il Challenger Banque Nationale de Granby 2009 è un torneo professionistico di tennis maschile giocato sul cemento, che faceva parte dell'ATP Challenger Tour 2009. Si è giocato a Granby in Canada dal 27 luglio al 2 agosto 2009.

## Partecipanti

### Teste di serie
| Nazionalità | Giocatore            | Ranking* | Testa di serie |
| ----------- | -------------------- | -------- | -------------- |
| Germania    | Michael Berrer       | 111      | 1              |
| Stati Uniti | Michael Russell      | 125      | 2              |
| Stati Uniti | Brendan Evans        | 133      | 3              |
| Sudafrica   | Kevin Anderson       | 156      | 4              |
| Israele     | Harel Levy           | 179      | 5              |
| Ucraina     | Serhij Bubka         | 194      | 6              |
| Australia   | Marinko Matosevic    | 199      | 7              |
| Russia      | Aleksandr Kudrjavcev | 200      | 8              |

- Ranking al 20 luglio 2009.

### Altri partecipanti
Giocatori che hanno ricevuto una wild card:
- Bruno Agostinelli
- Frédéric Niemeyer
- Vasek Pospisil
- Milos Raonic
- Daniel Evans (Special Exempt)

Giocatori passati dalle qualificazioni:
- Lester Cook
- Tobias Kamke
- Hiroki Kondo
- Toshihide Matsui

## Campioni

### Singolare
Xavier Malisse ha battuto in finale  Kevin Anderson con il punteggio di 6–4, 6–4.

### Doppio
Colin Fleming /  Ken Skupski hanno battuto in finale  Amir Hadad /  Harel Levy con il punteggio di 6–3, 7–6(6).